# Wagner Pina
Wagner Pina, né le 3 novembre 2002 à Lisbonne au Portugal, est un footballeur international cap-verdien qui évolue au poste d'arrière droit à Trabzonspor.

## Biographie

### En club
Né à Lisbonne au Portugal, Wagner Pina joue notamment pour l'UA Povoense, puis il est formé au SG Sacavenense et au CD Tondela avant de rejoindre le CD Gouveia.
Lors de l'été 2022 il rejoint le CF Belenenses. Il joue son premier match en professionnel avec ce club, le 3 septembre 2022, lors d'une rencontre de championnat contre le F.C Oliveira do Hospital. Il est titularisé et les deux équipes se neutralisent (1-1 score final).
Lors de l'été 2023, Wagner Pina s'engage en faveur du GD Estoril-Praia. Bien que recruté pour l'équipe réserve du club, il fait la préparation d'avant saison avec l'équipe première.
Il joue son premier match avec l'équipe première le 22 juillet 2023, lors d'une rencontre de coupe de la Ligue portugaise face au Paços de Ferreira. Il est titularisé et son équipe s'impose par deux buts à zéro. Pina s'impose comme un titulaire avec l'équipe réserve et devient alors une sérieuse option pour l'équipe première avec laquelle il joue de plus en plus.
Le 24 novembre 2023, Wagner Pina prolonge son contrat avec le GD Estoril-Praia jusqu'en juin 2027, et est dans le même temps promu définitivement en équipe première.

### En sélection
Wagner Pina est convoqué pour la première fois avec l'équipe nationale du Cap-Vert en mars 2024. Il honore sa première sélection lors de ce rassemblement, le 21 mars 2024, lors d'un match amical contre Guyana. Il est titularisé ce jour-là et son équipe s'impose par un but à zéro,.